# 小金井駅

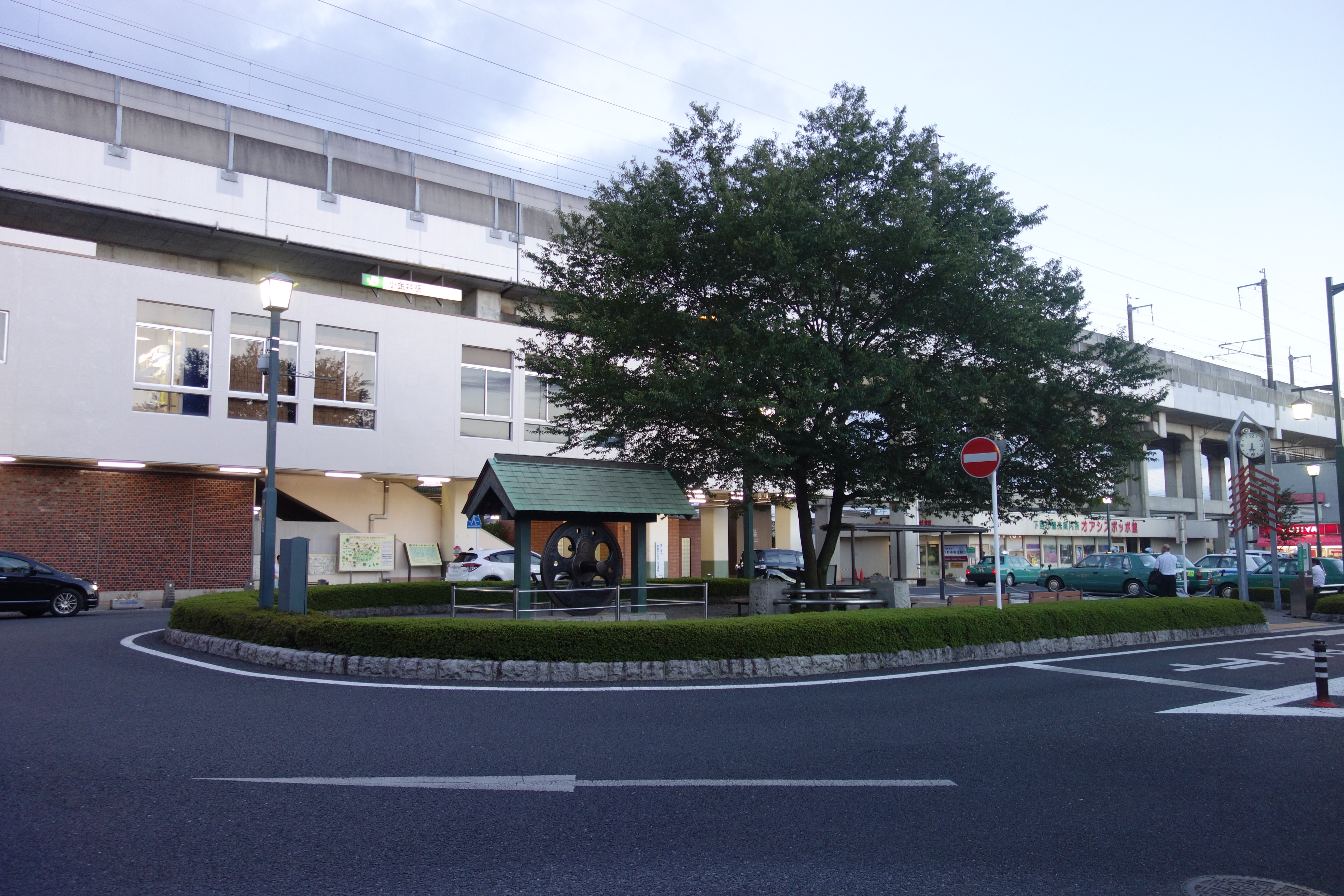
西口（2016年8月）

小金井駅（こがねいえき）は、栃木県下野市小金井にある、東日本旅客鉄道（JR東日本）東北本線の駅である。
「宇都宮線」の愛称区間に含まれており、上野駅発着系統と、新宿駅経由で横須賀線に直通する湘南新宿ライン、上野駅・東京駅経由で東海道線に直通する上野東京ラインが停車する。 駅北側には小山車両センターがあるため、当駅を起点・終点とする列車が多数設定されているほか、一部の列車は当駅で増解結を行う。

## 歴史
- 1893年（明治26年）3月25日：日本鉄道の駅として開業[2]。
- 1906年（明治39年）11月1日：鉄道国有法により国有化[2]。
- 1909年（明治42年）10月12日：線路名称制定により東北本線の所属となる。
- 1945年（昭和20年）7月28日：大戦中の空襲で宇都宮市に来襲した米軍機が東北本線上り旅客列車を追尾して機銃掃射[3]。当駅で停車後にも急襲（小金井空襲）。乗客乗員や列車を待っていた人等30余名が死亡した。西口にこの空襲による犠牲者を追悼する「平和の礎」がある。
- 1967年（昭和42年）11月6日：駅舎改築[4]。
- 1978年（昭和53年）3月31日：貨物の取り扱いを廃止[2]。
- 1987年（昭和62年）4月1日：国鉄分割民営化により、東日本旅客鉄道の駅となる[2]。
- 2000年（平成12年）2月15日：自動改札機を設置し、供用開始[5]。
- 2001年（平成13年）11月18日：ICカードSuica供用開始。
- 2018年（平成30年）3月31日：構内にあったKIOSKが閉店。
- 2023年（令和5年）10月5日：みどりの窓口の営業を終了[6]。

## 駅構造
島式2面4線のホームと留置線2線を持つ地上駅。橋上駅舎を有する。小山営業統括センター管理の直営駅で、同センター管轄の地区駅として自治医大駅・石橋駅・雀宮駅を管理する。

### のりば
| 番線 | 路線                 | 方向 | 行先                                                 | 備考                                                 |
| ---- | -------------------- | ---- | ---------------------------------------------------- | ---------------------------------------------------- |
| 1・2 | ■ 宇都宮線（東北線） | 下り | 宇都宮・黒磯方面                                     | 朝6時台の1本のみ日光線直通                           |
| 3・4 | ■ 宇都宮線（東北線） | 上り | 小山・大宮・上野方面                                 | 一部列車は2番線                                      |
| 3・4 | ■ 湘南新宿ライン     | 上り | 大宮・新宿・横浜方面                                 | 一部列車は2番線                                      |
| 3・4 | ■ 上野東京ライン     | 上り | 上野・東京・横浜方面                                 | 一部列車は2番線                                      |
|      | ■ 留置線             | -    | （ホームはなく、小山車両センターの留置線として使用） | （ホームはなく、小山車両センターの留置線として使用） |

（出典：JR東日本:駅構内図）
- 湘南新宿ラインの列車は前述のように横須賀線へ直通する。
- 上野方面からの列車の約半数は当駅で折り返す。かつては日中の湘南新宿ラインからの列車も当駅折り返しが多かったが、2010年12月4日のダイヤ改正で日中時間帯の全列車が宇都宮駅まで延長された。これに伴い、上野駅発着の列車が1時間に1本当駅折り返しから古河駅折り返しに短縮された。
- 15両編成の一部列車は当駅で増解結を行う。
- かつては両毛線との直通列車が存在したが、2019年春のダイヤ改正をもって消滅している。
- 当駅北方の車両基地、小山車両センターに烏山線の列車が出入庫のために当駅に入線するが、旅客営業はせず、回送のみである。

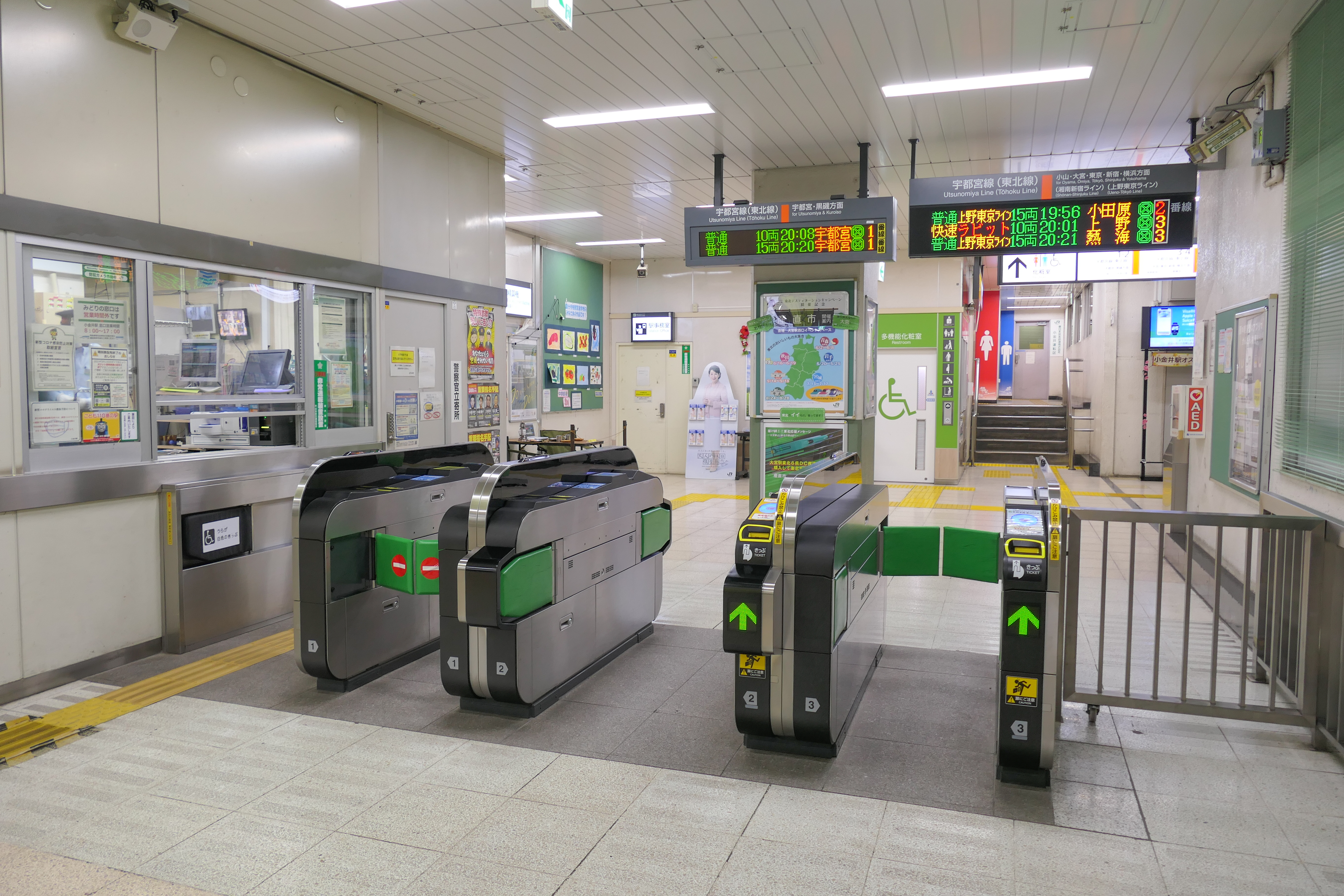
改札口（2021年9月）
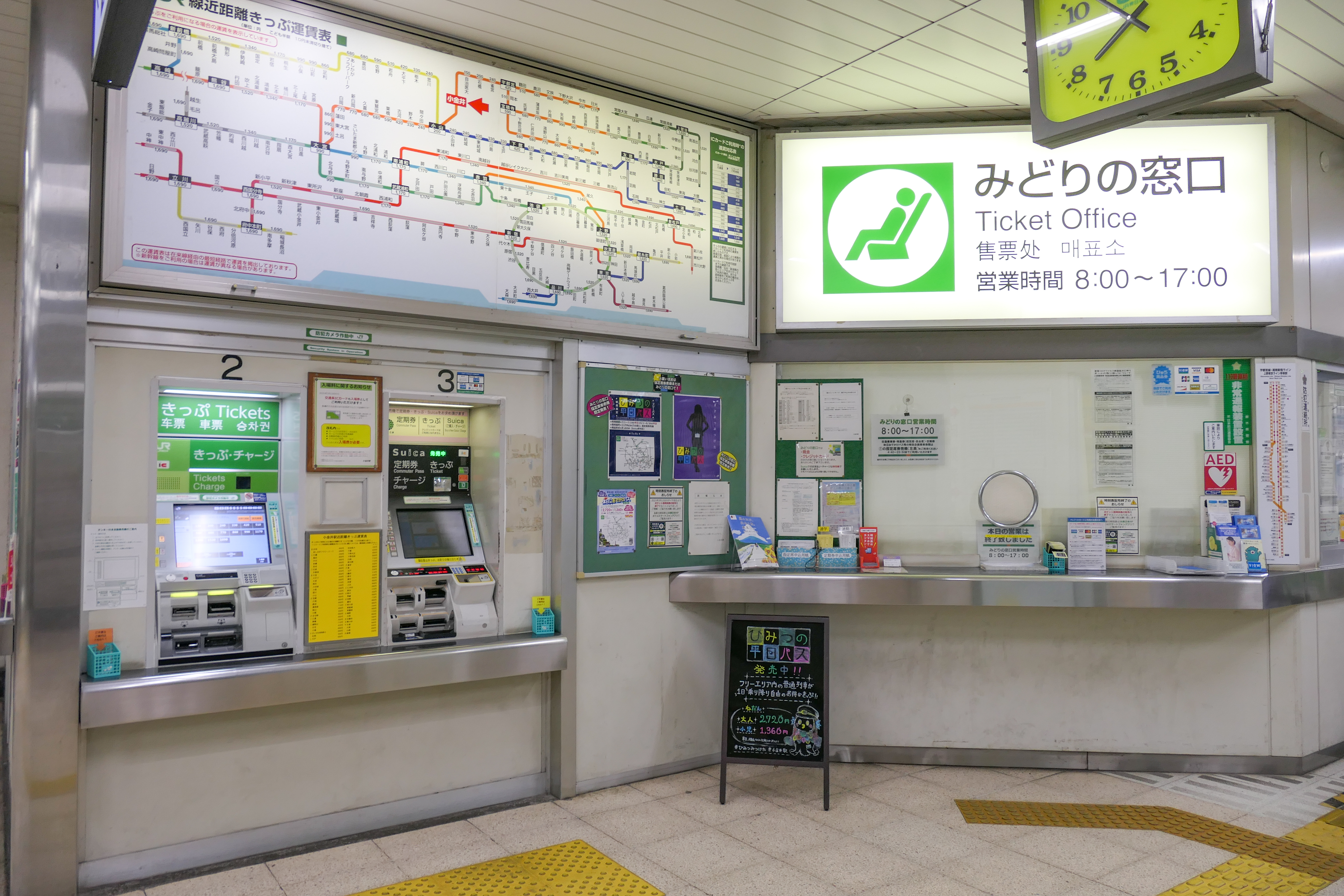
切符売り場（2021年9月）
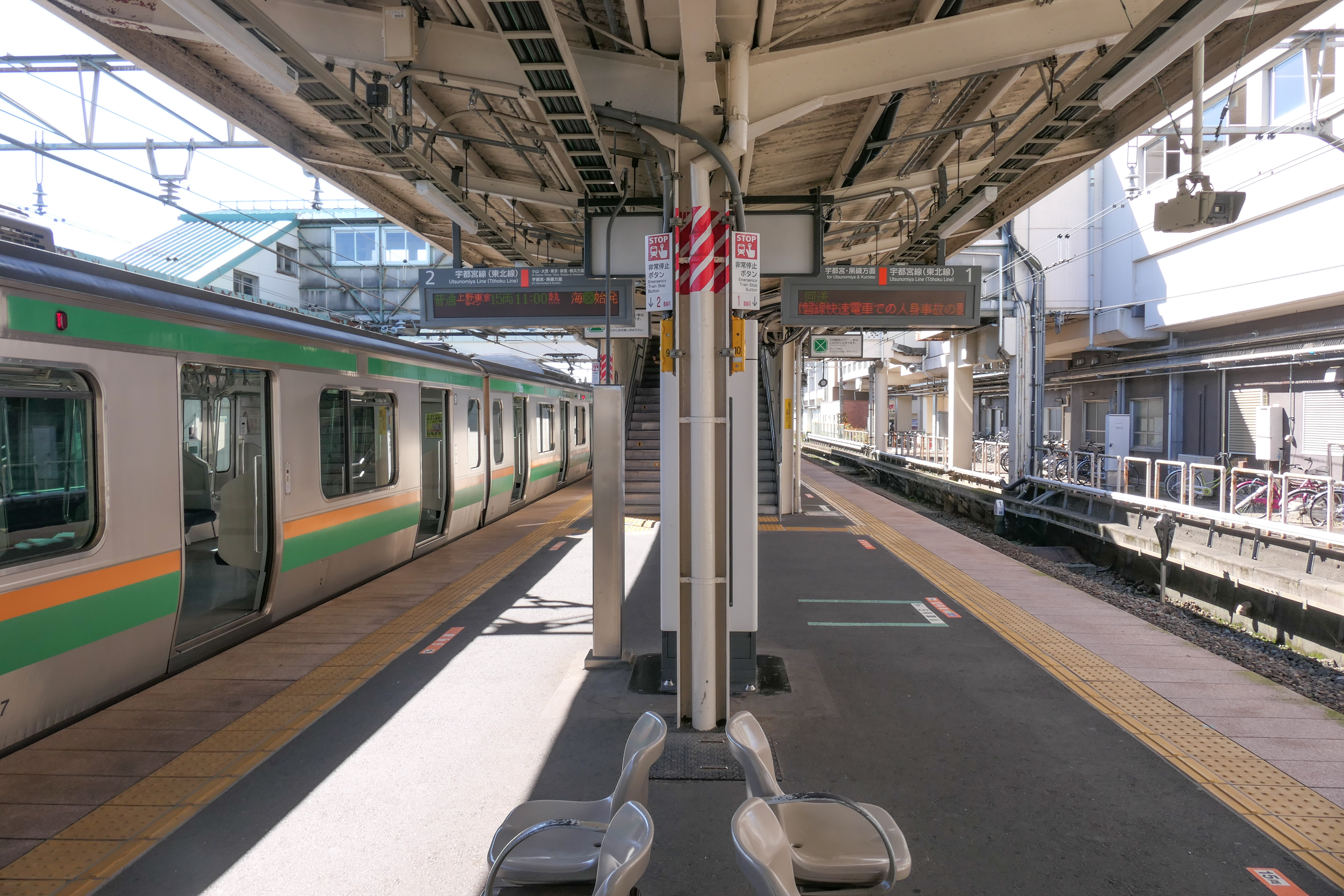
1・2番線ホーム（2021年10月）
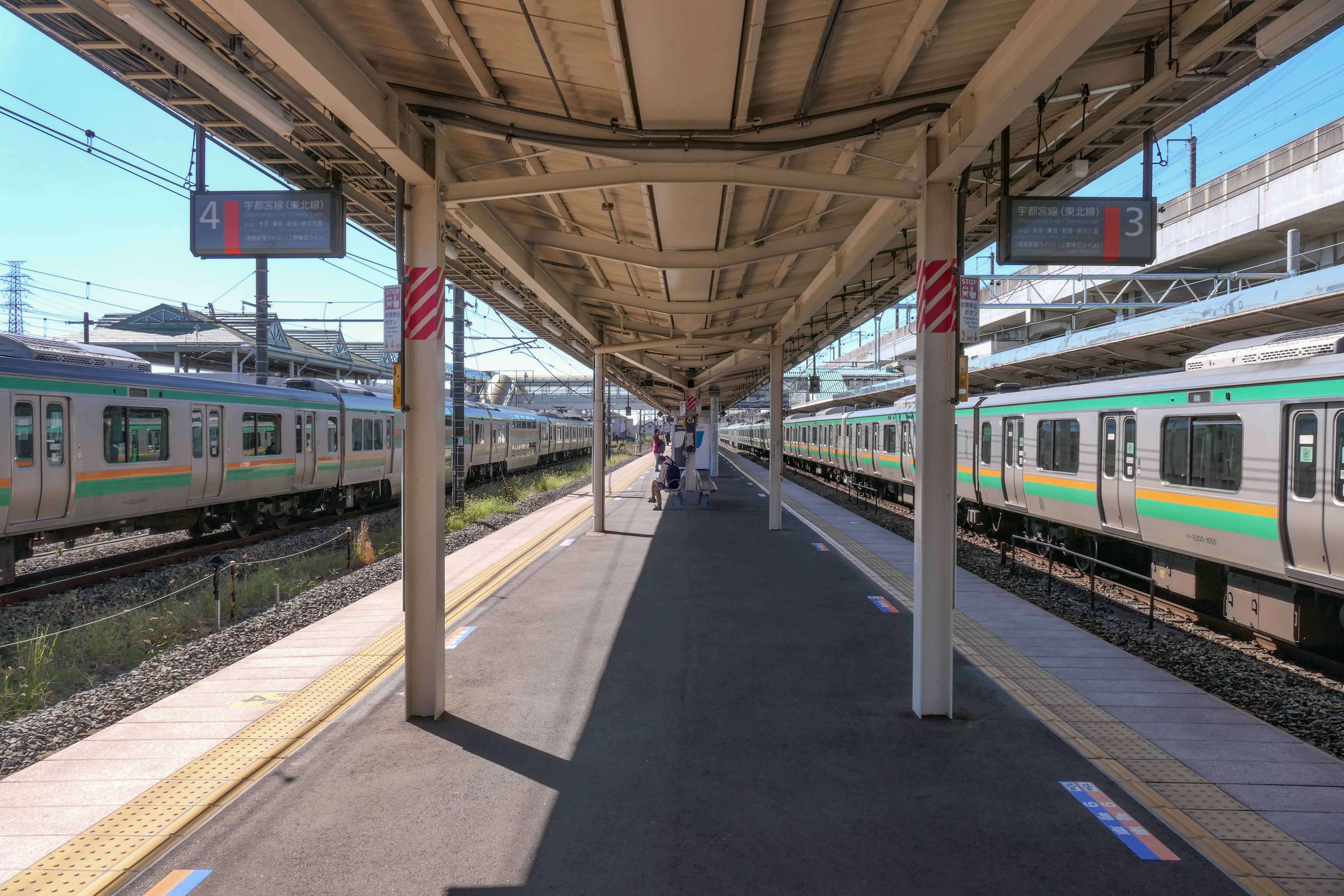
3・4番線ホーム（2021年10月）

### 駅構内施設
自動券売機、多機能券売機、指定席券売機、Suica対応自動改札機、トイレ、ホーム連絡用のエレベーターが設置されている。
- 東口：エレベーター・トイレ・駐輪場
- 西口：エレベーター・トイレ・下野市観光案内所「オアシスポッポ館」（貸し自転車あり）・証明写真機・PUDOステーション
- ホーム：Suicaグリーン券専用券売機・自動販売機・待合室・お忘れ物承り所

## 利用状況
JR東日本によると、2023年度（令和5年度）の1日平均乗車人員は3,631人である。
2000年度（平成12年度）以降の推移は以下のとおりである。
| 乗車人員推移       | 乗車人員推移     | 乗車人員推移    |
| 年度               | 1日平均 乗車人員 | 出典            |
| ------------------ | ---------------- | --------------- |
| 2000年（平成12年） | 4,039            | [ 利用客数 2 ]  |
| 2001年（平成13年） | 4,002            | [ 利用客数 3 ]  |
| 2002年（平成14年） | 3,991            | [ 利用客数 4 ]  |
| 2003年（平成15年） | 3,944            | [ 利用客数 5 ]  |
| 2004年（平成16年） | 3,990            | [ 利用客数 6 ]  |
| 2005年（平成17年） | 3,947            | [ 利用客数 7 ]  |
| 2006年（平成18年） | 3,980            | [ 利用客数 8 ]  |
| 2007年（平成19年） | 4,068            | [ 利用客数 9 ]  |
| 2008年（平成20年） | 4,122            | [ 利用客数 10 ] |
| 2009年（平成21年） | 4,024            | [ 利用客数 11 ] |
| 2010年（平成22年） | 3,988            | [ 利用客数 12 ] |
| 2011年（平成23年） | 3,954            | [ 利用客数 13 ] |
| 2012年（平成24年） | 3,879            | [ 利用客数 14 ] |
| 2013年（平成25年） | 3,965            | [ 利用客数 15 ] |
| 2014年（平成26年） | 3,911            | [ 利用客数 16 ] |
| 2015年（平成27年） | 3,962            | [ 利用客数 17 ] |
| 2016年（平成28年） | 4,028            | [ 利用客数 18 ] |
| 2017年（平成29年） | 4,190            | [ 利用客数 19 ] |
| 2018年（平成30年） | 4,194            | [ 利用客数 20 ] |
| 2019年（令和元年） | 4,136            | [ 利用客数 21 ] |
| 2020年（令和02年） | 2,850            | [ 利用客数 22 ] |
| 2021年（令和03年） | 2,993            | [ 利用客数 23 ] |
| 2022年（令和04年） | 3,351            | [ 利用客数 24 ] |
| 2023年（令和05年） | 3,631            | [ 利用客数 1 ]  |

## 駅周辺
駅北側には小山車両センターがある。
- 下野小金井郵便局
- 足利小山信用金庫小金井支店
- 栃木銀行小金井支店
- 足利銀行小金井支店
- 下野市立国分寺中学校
- 下野市立国分寺小学校
- 下野市立国分寺東小学校
- 下野市立国分寺図書館
- 栃木県道104号小金井停車場線
- 夢庵栃木小金井店
- ダイソー
- 浄法堂
- たいらや
- 天平の丘公園
- 琵琶塚古墳
- 摩利支天塚古墳
- 鶴巻公園
- 小金井一里塚
- 金井神社
- 下野国分寺跡
- JAおやま国分寺支店（2024年1月閉鎖）

## 路線バス
- 小山市コミュニティバス「おーバス」
  - 羽川線（小山駅西口行き）

## その他
- 当駅の宇都宮寄りには小山車両センターが設置されており、当駅始発・終点の列車と夜間滞泊などの留置運用が多く設定されている。また、宇都宮方面発着の15両編成の列車は当駅で連結・切り離しを行う列車がある。2006年7月8日のダイヤ改正で自治医大駅 - 宇都宮駅間各駅のホーム有効長を15両編成分に延伸するまでは当駅が宇都宮線内での15両編成対応ホームの北限だったため、15両編成で運行される宇都宮方面への列車は全列車が車両の連結・切り離しを行っていた。
- 2017年2月1日より、当駅以北のすべての駅での乗降ドアの開閉は通年で自動ではなく押ボタン式になる。
- 当駅以外に「小金井」が付く駅名は、武蔵小金井駅と東小金井駅、新小金井駅（以上東京都小金井市）、花小金井駅（同小平市）がある。当駅がそれらより古いため、新小金井駅は小金井市内では最も古いにもかかわらず「新」を冠している。一方、自治体名は東京が小金井市・栃木が下野市（旧下都賀郡国分寺町）で、集配郵便局名は東京が小金井郵便局・栃木が下野小金井郵便局[7]である。
  - 東京駅や新宿駅では上野東京ライン・湘南新宿ラインによる当駅行きの列車に加え、中央線快速に「武蔵小金井」行きがある。
- 西口に小金井運転区事務所がある。エレベーター付近にグリーンアテンダントセンターがある。
- 当駅を含む下野市内3駅の発車メロディを、「下野市の歌」にする計画がある。作曲は矢内弘子[8]。

## 隣の駅
東日本旅客鉄道（JR東日本）
■宇都宮線
■快速（「ラビット」を含む）・■普通
小山駅 - 小金井駅 - 自治医大駅

### 記事本文
1. 1 2  『週刊 JR全駅・全車両基地』 05号 上野駅・日光駅・下館駅ほか92駅、朝日新聞出版〈週刊朝日百科〉、2012年9月9日、24頁。
2. 1 2 3 4  石野哲 編『停車場変遷大事典 国鉄・JR編 Ⅱ』（初版）JTB、1998年10月1日、394頁。ISBN 978-4-533-02980-6。
3. ↑  “＜栃木県内の空襲＞ 焼かれ、撃たれた県民　刻まれた恐怖、悲嘆”.   下野新聞 (2020年). 2022年8月16日閲覧。
4. ↑  「小金井駅新駅舎が完成」『交通新聞』交通協力会、1967年11月9日、2面。
5. ↑  「JR年表」『JR気動車客車編成表 '00年版』ジェー・アール・アール、2000年7月1日、186頁。ISBN 4-88283-121-X。
6. 1 2 3  “駅の情報（小金井駅）：JR東日本”.   東日本旅客鉄道. 2023年7月25日時点のオリジナルよりアーカイブ。2023年7月25日閲覧。
7. ↑  同局が冠するのは市名ではなく旧国名であり、下野市の成立以前から局名に変更はない
8. ↑  “下野市 当初予算案、２４０億８０００万円　個人市民税増収見込む　／栃木”. 毎日新聞 (2016年2月18日). 2019年5月10日時点のオリジナルよりアーカイブ。2022年3月17日閲覧。

### 利用状況
1. 1 2  “各駅の乗車人員（2023年度）”.   東日本旅客鉄道. 2024年7月20日閲覧。
2. ↑  “各駅の乗車人員（2000年度）”.   東日本旅客鉄道. 2019年2月13日閲覧。
3. ↑  “各駅の乗車人員（2001年度）”.   東日本旅客鉄道. 2019年2月13日閲覧。
4. ↑  “各駅の乗車人員（2002年度）”.   東日本旅客鉄道. 2019年2月13日閲覧。
5. ↑  “各駅の乗車人員（2003年度）”.   東日本旅客鉄道. 2019年2月13日閲覧。
6. ↑  “各駅の乗車人員（2004年度）”.   東日本旅客鉄道. 2019年2月13日閲覧。
7. ↑  “各駅の乗車人員（2005年度）”.   東日本旅客鉄道. 2019年2月13日閲覧。
8. ↑  “各駅の乗車人員（2006年度）”.   東日本旅客鉄道. 2019年2月13日閲覧。
9. ↑  “各駅の乗車人員（2007年度）”.   東日本旅客鉄道. 2019年2月13日閲覧。
10. ↑  “各駅の乗車人員（2008年度）”.   東日本旅客鉄道. 2019年2月13日閲覧。
11. ↑  “各駅の乗車人員（2009年度）”.   東日本旅客鉄道. 2019年2月13日閲覧。
12. ↑  “各駅の乗車人員（2010年度）”.   東日本旅客鉄道. 2019年2月13日閲覧。
13. ↑  “各駅の乗車人員（2011年度）”.   東日本旅客鉄道. 2019年2月13日閲覧。
14. ↑  “各駅の乗車人員（2012年度）”.   東日本旅客鉄道. 2019年2月13日閲覧。
15. ↑  “各駅の乗車人員（2013年度）”.   東日本旅客鉄道. 2019年2月13日閲覧。
16. ↑  “各駅の乗車人員（2014年度）”.   東日本旅客鉄道. 2019年2月13日閲覧。
17. ↑  “各駅の乗車人員（2015年度）”.   東日本旅客鉄道. 2019年2月13日閲覧。
18. ↑  “各駅の乗車人員（2016年度）”.   東日本旅客鉄道. 2019年2月13日閲覧。
19. ↑  “各駅の乗車人員（2017年度）”.   東日本旅客鉄道. 2019年2月13日閲覧。
20. ↑  “各駅の乗車人員（2018年度）”.   東日本旅客鉄道. 2019年7月11日閲覧。
21. ↑  “各駅の乗車人員（2019年度）”.   東日本旅客鉄道. 2020年7月10日閲覧。
22. ↑  “各駅の乗車人員（2020年度）”.   東日本旅客鉄道. 2021年7月22日閲覧。
23. ↑  “各駅の乗車人員（2021年度）”.   東日本旅客鉄道. 2022年8月5日閲覧。
24. ↑  “各駅の乗車人員（2022年度）”.   東日本旅客鉄道. 2023年7月9日閲覧。